# Distretto di Xuejia
Il distretto di Xuejia (學甲區S, Syuéjiǎ Cyu / Xuéjiǎ QūP) è un distretto della municipalità di Tainan, situata a Taiwan.